# Gussola
Gussola (La Ghisööla in dialetto casalasco-viadanese, La Ghisóola in dialetto cremonese) è un comune italiano di 2 658 abitanti della provincia di Cremona, in Lombardia.

## Storia
Situata in un territorio abitato, prima della colonizzazione romana, dagli Etruschi, Gussola nell'antichità era adagiata fra la verde distesa delle selve e degli acquitrini del Po e la strada antichissima degli argini, che collegava Reggio Emilia con Brescello (Brixellum) e Cremona, snodandosi sulle grandi arginature dell'Eridano (si noti, ad esempio, che la strada che congiunge la SP 85 con l'abitato di Torricella del Pizzo, prima accessibile solo tramite l'argine, fu realizzata solo nel secolo scorso).
La primitiva Gussola deriverebbe dalla città fortificata etrusca di Vulturnia o Vulturina, che sarebbe esistita nella località detta delle Valdorie, dove nel medioevo sorgeva il castello di Valdoria. Questa città di Vulturnia o Vulturina, secondo Paolo Diacono, fu distrutta insieme a Brescello e Cremona da Agilulfo, re dei Longobardi, nel 603 dopo Cristo.
Probabilmente, per parecchi secoli, a decorrere dall'epoca romana, coesistettero i due vicinissimi centri di Valdoria e Gussola (nominata anticamente Lacusculum o Lagoxola) ma poi, per le continue alluvioni del Po, il primo fu abbandonato dalla sua popolazione che andò ad accrescere Gussola, più riparata dalle acque. Si tenga presente, infatti, che a Valdoria, fino alla seconda metà del '500, esistette la chiesa di San Lorenzo della Valdoria (non a caso la fiera di Gussola ha il suo coronamento nel giorno di san Lorenzo), che fu però abbattuta perché più volte alluvionata. 
A tal proposito, secondo alcuni il nome di Gussola ricorderebbe la sostituzione della parrocchia di San Lorenzo della Valdoria con quella di una piccola chiesa parrocchiale, in dialetto appunto Ghisiuola o Ghisieula, ovvero "piccola chiesa". Si noti che san Lorenzo era un santo del novero dei protomartiri, quindi la comunità cristiana della Valdoria potrebbe essere stata di antichissima origine, di certo risalente a prima della conquista longobarda. 
Un'altra interpretazione del nome prevede la derivazione dal già citato Lacusculum, ovvero "piccolo lago", presso il quale si sarebbe trovato il centro abitato.
In ogni caso, l'origine romana di Gussola è dimostrata dai ritrovamenti, prevalentemente avvenuti nel secolo diciannovesimo, di tombe romane lungo l'argine fra Gussola e Borgolieto (quest'ultima fu una località di notevole importanza funeraria, data la presenza in loco di un'antichissima necropoli di origine addirittura etrusca). Data la posizione strategica (lungo la strada degli argini e protetta dalle selve e dalle paludi del Po che la circondavano), Gussola conobbe il suo primo sviluppo come presidio fortificato, prima romano e, col passare dei secoli, al servizio di Bizantini e Longobardi. L'importanza del fortilizio della Valdoria era data dal fatto che era situato di fronte allo sbocco nel Po del fiume Taro, la cui valle era una fondamentale via di collegamento fra il Mar Tirreno e la Pianura Padana per le popolazioni dell'antichità (non a caso oggi ci passa l'autostrada A15). Questo faceva del luogo una roccaforte di confine difficilmente espugnabile e ciò potrebbe essere all'origine del carattere fiero e aggressivo dei gussolesi...
In seguito, dopo un atto di Carlo Magno dell'anno del Signore 801, Gussola era ormai destinata ad aggiungersi ai possessi alle dipendenze del vescovo di Cremona, nei quali rimase per tutti i secoli XI, XII e XIII. A questo periodo risalgono molte pergamene riportanti i nomi Lagoxolam e La Guxola, riguardanti donazioni di terreni al vescovo di Cremona, al quale gli abitanti di Gussola giurarono fedeltà con un atto del 1142. Tali documenti furono trascritti da don Faverzani, parroco di Gussola della seconda metà dell'800, prima di finire a Leningrado, in Russia (in ogni caso sono riportate in un volume di facile consultazione conservato nella biblioteca statale di Cremona).
Nel Medioevo, secondo il parroco Faverzani, Gussola era dotata di due castelli: uno sorgeva nell'area dell'attuale chiesa parrocchiale, e l'altro, detto dell'Oca, si ergeva dove ora sorge il palazzo fatto costruire dalla famiglia Ala Ponzone, a Borgolieto. Queste fortificazioni furono oggetto di distruzioni e conquiste da parte dei duchi di Milano, Mantova e Parma e dai Veneziani durante tutto il medioevo. L'episodio forse più suggestivo che vale la pena citare è costituito dalla visita guidata a cavallo che il leggendario condottiero Cabrino Fondulo organizzò nelle rocche del contado in occasione della visita a Cremona dell'antipapa Giovanni XXIII e dell'Imperatore Sigismondo nell'Anno Domini 1413.
All'epoca di Cecilia Gallerani (La dama con l'ermellino di Leonardo da Vinci, che viveva a San Giovanni in Croce), ovvero la prima metà del XVI secolo, il territorio conobbe una grande prosperità economica.
Successivamente, nel 1625, il feudo di Gussola e Martignana fu venduto a Giacomo Antonio Annoni, che dovette quindi giurare al re di Spagna per rendere ufficiale l'atto (esempio della dominazione spagnola è insito nella cosiddetta "Madonnina dell'Argine", detta anche "dello Spagnolo"). La famiglia Annoni dettò il bello e il cattivo tempo sul territorio fino al secolo XIX. In questi secoli si registrarono numerosi passaggi di eserciti stranieri. Solo per volere di Maria Teresa d'Austria il feudo passò alla camera regia di Milano, in questo modo Gussola divenne libero ed autonomo comune.
Non mancò il nome di Gussola nelle imprese di Garibaldi: si ricordino Antonio Acquistapace, caduto nel 1859, e Alessandro Mina, che sbarcò a Marsala nel 1860.
Da ultimo, è d'uopo ricordare il sacrificio di 65 giovani soldati nella prima guerra nondiale (si noti nel confronto fra i vari censimenti che nel 1931 Gussola registrava circa 400 abitanti in meno rispetto al periodo prebellico, dato il mancato ricambio generazionale) e di circa 40 nella seconda, oltre a tredici giovani gussolesi caduti combattendo nella Resistenza.
A dimostrazione (dato l'orgoglio campanilistico di chi scrive...) dello spirito di sacrificio e del forte legame dei gussolesi alla loro Terra, è opportuno sottolineare che le tre vipere strette nella mano presenti nello stemma comunale "simboleggerebbero le virtù civiche del cittadino, disposto ad offrire la vita per il bene della sua patria".

### Simboli
Lo stemma e il gonfalone sono stati concessi con decreto del presidente della Repubblica del 29 ottobre 1986.
Stemma
Gonfalone

## Società

### Evoluzione demografica
Abitanti censiti

## Infrastrutture e trasporti
Tra il 1888 e il 1954 Gussola era servita da una stazione della tranvia Cremona-Casalmaggiore, gestita in ultimo dalla società Tramvie Provinciali Cremonesi.